# ATP Champions Tour
L'ATP Champions Tour est un circuit ATP World Tour pour les anciens champions de tennis, créé en 1998. Il se compose chaque année d'un nombre variable de tournois.

## Condition d'accès
Pour participer aux tournois de l'ATP Champions Tour, il faut remplir au moins l'une des conditions suivantes :
- Avoir été no 1 mondial au classement ATP
- Avoir remporté ou avoir été finaliste d’un tournoi du Grand Chelem
- Avoir fait partie d’une équipe gagnante de Coupe Davis.